# Захартдинов, Дамир Минимуллаевич
Дамир Захартдинов (р.2 января 1976) — узбекский борец вольного стиля, призёр чемпионата мира.
Родился в 1976 году в Ташкенте. В 1996 году завоевал бронзовую медаль кубка мира, но на Олимпийских играх в Атланте стал лишь 8-м. В 1997 году стал обладателем серебряной медали Всемирных военных игр. В 1999 году стал бронзовым призёром чемпионата мира и чемпионата Азии. В 2000 году стал серебряным призёром чемпионата Азии, а на Олимпийских играх в Сиднее занял 4-е место. В 2001 году завоевал бронзовую медаль кубка мира и серебряную — чемпионата Азии. В 2003 году завоевал серебряные медали чемпионата Азии и чемпионата мира среди военных. В 2004 году принял участие в Олимпийских играх в Афинах, но занял там лишь 9-е место. В 2005 году завоевал бронзовую медаль чемпионата Азии. В 2006 году стал обладателем бронзовой медали чемпионата мира среди военных.

## Награды и звания
- Медаль «Шухрат» (1996)[1]
- Заслуженный спортсмен Республики Узбекистан (2000)[2]